# دانيال ميتوف
دانيال ميتوف هو سياسي بلغاري، ولد في 4 ديسمبر 1977 في صوفيا في بلغاريا. نشط حزبياً في Democrats for a Strong Bulgaria ‏. وقد انتخب وزير خارجية بلغاريا ‏.